# Jerry Trainor
Gerald William Trainor (San Diego, 1977. január 21. –) amerikai színész és zenész.
Spencer Shay szerepéről ismert az iCarly című sitcomból, amelyért három Kids' Choice Awards-díjat nyert; Spencer szerepét az azonos című sorozat rebootjában ismét eljátszotta. Szerepelt a Drake & Josh-ban "Őrült" Steve-ként és a TU.F.F. Puppy-ban Dudley Puppy-ként, amiért Daytime Emmy-díjra jelölték. 
Trainor 2004 óta elsősorban a Nickelodeon csatornának dolgozik. Ezen kívül visszatérő és vendégszerepeket kapott a Disney Channel és a Netflix fiatal felnőtteknek szóló műsoraiban, valamint olyan felnőtteknek szóló sorozatokban, mint a Bostoni halottkémek és Az élet csajos oldala.

## Élete
A kaliforniai San Diegóban született és nőtt fel Bill Trainor, a haditengerészet visszavonult vadászpilótája és kirendelt védőügyvédje, valamint Dura Trainor, nyugdíjas középiskolai számtantanár fiaként. Ír származású.
Trainor a San Diego-i Scripps Ranch közösségben nőtt fel, és a University of San Diego High School-ba járt. A Santa Barbara-i Kaliforniai Egyetemen tanult dráma szakon. A Los Angeles-i The Groundlings iskolában tanult improvizációs gyakorlatot. Mielőtt színész lett, a SeaWorld San Diegóban dolgozott.

## Zenei karrierje
2015 októberében Trainor megalakította a Nice Enough People nevű zenekart Mike O'Gorman gitárossal/énekessel, Andrew Zuber dobossal és Allison Scagliotti gitárossal, aki történetesen Trainor egyik színésztársa volt a Drake & Josh-ban Mindy Crenshaw karaktereként. Trainor basszusgitáros az együttesben. A csapat 2016. június 22-én adta ki első EP-jét, a Hanover Hideawayt.

## Filmográfia

### Videójátékok
| Év   | Cím                        | Szerep       | Megjegyzés     |
| ---- | -------------------------- | ------------ | -------------- |
| 2009 | iCarly                     | Spencer Shay | Szinkronszerep |
| 2010 | iCarly: iDream in Toons    | Spencer Shay | Szinkronszerep |
| 2010 | iCarly 2: iJoin the Click! | Spencer Shay | Szinkronszerep |
| 2014 | Cars: Fast as Lightning    | Todd Marcus  | Szinkronszerep |

## Fordítás
- Ez a szócikk részben vagy egészben  a   Jerry Trainor című angol Wikipédia-szócikk fordításán alapul.  Az eredeti cikk szerkesztőit annak laptörténete sorolja fel. Ez a jelzés csupán a megfogalmazás eredetét és a szerzői jogokat jelzi, nem szolgál a cikkben szereplő információk forrásmegjelöléseként.